# Hans Blome der Jüngere
Hans Blome der Jüngere (* vor 1481 in Hannover; † 13. November 1528 ebenda) war ein deutscher Kommunalpolitiker und Bürgermeister der Stadt Hannover.

## Leben

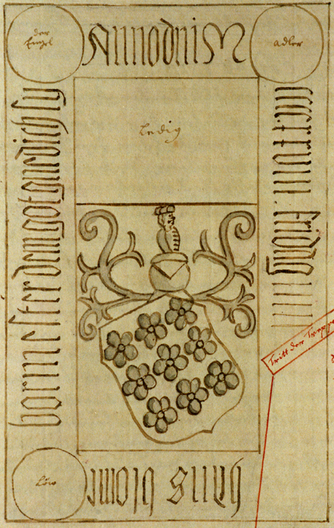
Das Familien-Wappen Blomes auf seiner Grabplatte zeigt im Schild neun als Blüten stilisierte Blumen

Hans Blome der Jüngere entstammte dem Geschlecht Blome, Blume, von Blume, einer der führenden Familien in der Stadt Hannover. Er war Sohn des von 1457 bis 1462 amtierenden Bürgermeisters Hans Blome der Ältere und der Gesa von Wintheim (gestorben 14. Januar 1535 in Hannover), Tochter des Cord von Wintheim und der Ilse Limburg.
Blome wirkte in den Jahren 1481, 1482 und 1486 als Ratsherr Hannovers. Ab dem Folgejahr 1487 bis 1515 wurde er insgesamt dreizehn Mal in das Amt des Bürgermeisters gewählt.
Blome war verheiratet mit Gesche von Wintheim. Der Ehe entsprang die Tochter Alheit Blome (gestorben 21. November 1559), die dritte Ehefrau des Henni Brandes des Älteren (gestorben 4. März 1529) wurde.
Eine von Hans Blomes Enkelinnen wurde Dorothea Garsen. Von einer von vier weiteren Enkelinnen von Hans Blome,
1. Margaretha (gestorben 18. Mai 1536), vermählt kurz vor 1530 mit Tonnies Blome (gestorben 18. Mai 1536) in Hannover;
2. Leveke, verheiratet ab 2. September 1537 mit Jost Wildefuir;
3. Magdalena, vermählt ab 31. August 1543 mit Hans Vos, oder
4. Alheit, verheiratet ab dem 7. Oktober 1548 mit Hans Lübberen

stammt „eine Brauttruhe der Familie Brandis zu Hildesheim“ aus der Zeit zwischen 1528 und 1528. Diese mit leuchtend bemalten Schildern und vier Wappen der Familien Brandis und Winckelmann aus Hildesheim sowie Blome und von Windheim aus Hannover bemalte Holztruhe gelangte als Kulturgut und heraldisches Kleinod in den Besitz des Roemer- und Pelizaeus-Museums Hildesheim.

## Grabplatte
Die von dem hannoversche Chronisten Johann Heinrich Redecker „in der Capelle“ abgezeichnete Grabplatte, deren untere rechte Ecke von einer Treppenstufe überdeckt war, fand sich neben der seiner Enkelin Dorothea Garßen. Beide waren mutmaßlich in der nördlich an die Marktkirche angebauten St. Annen-Kapelle neben der Treppe beigesetzt. Neben Hans Blome soll dessen Schwiegersohn, der am 29. März 1529 gestorbene und zuvor aus Hildesheim geflohene Bürgermeister und Stadtchronist Henning Brandis bestattet sein. Die Kapelle, in der Brandis neben Blome beerdigt wurde, wurde jedoch – möglicherweise versehentlich – als Kapelle Unserer lieben Frauen bezeichnet.
In den Ecken von Blomes Grabplatte waren vier Medaillons mit den Symbolen für die Evangelisten eingehauen. Der Stein mit umlaufender Inschrift zeigte im Innenfeld ein Schild mit dem Wappen Blomes, auf dessen Schild sich neun Blumen fanden.